# Indicator maculatus
Indicator maculatus là một loài chim trong họ Indicatoridae.